# Cimetière militaire argentin
Le cimetière militaire argentin ou cimetière de Darwin (en espagnol : cementerio de Darwin, en anglais : Argentine Military Cemetery) est un cimetière militaire situé sur l'île de Malouine orientale. Il accueille les tombes de 237 Argentins morts durant la guerre des Malouines en 1982. La présence de ce cimetière sur l'archipel est dû au refus du gouvernement argentin, de transférer les corps sur son sol, arguant que les îles Malouines sont de souveraineté argentine.
Le cimetière est situé à deux kilomètres de Darwin (en) et à 88 kilomètres de la principale ville de l'île Port Stanley, à laquelle il est relié par une route de graviers.
Sur les 649 Argentins qui sont morts pendant le conflit, 237 d'entre eux ont été enterrés dans ce cimetière, dont plus de la moitié des dépouilles n'ont pu être identifiées. Tous ont reçu le statut de « Héroes nacionales » en Argentine, à la suite du vote de la loi no 24.950 en 1998.

## Histoire
Initialement, le cimetière est destiné à recevoir les corps des 47 soldats argentins morts pendant la bataille de Goose Green, entre le 27 et le 29 mai 1982 dans l'isthme de Darwin. À la fin du conflit, les autorités militaires britanniques inhument dans le cimetière 218 soldats argentins, dont certains avaient été enterrés dans des fosses communes et d'autres étaient tombés au cours des affrontements en différents points de l'archipel. Les inhumations sont effectuées par la Commonwealth War Graves Commission, sous la supervision du Comité international de la Croix-Rouge,.
À la fin du conflit, le Royaume-Uni propose à l'Argentine de rapatrier les corps de ses soldats sur le continent, mais les familles et les proches des disparus refusèrent affirmant « il n'y a rien de rapatrier parce qu'ils sont dans leur patrie » et se déclarant solidaires de la revendication argentine sur les îles,,
Tous les soldats sont enterrés individuellement avec les honneurs militaires et une messe catholique est célébrée. La construction et l'organisation du site est menée à bien par le colonel britannique Geoffrey Cardozo. De nombreux habitants de l'île se sont prononcés contre la permanence du cimetière, pour eux le gouvernement argentin « l'utilise pour des raisons politiques ». Certains d'entre eux déclarent qu'il serait mieux que les restes des soldats soient transférés en Argentine continentale. L'une des conditions données par les habitants de l'île pour permettre la construction du cimetière à cet endroit était que les croix ne soient pas visibles depuis les localités voisines de Darwin et Goose Green. Le cimetière est situé dans une petite dépression entourée de collines et de cours d'eau intermittents loin de la vue des Kelpers. Pour y accéder, à partir de Darwin Road, un petit panneau indique sur le côté de la chausse : Argentine Cemetery.
Les corps de trois pilotes argentins, retrouvés après la fin du conflit, ont également été enterrés dans ce cimetière. Le capitaine Jorge Osvaldo García (es) était parvenu à s'éjecter avec succès après que son Skyhawk ait été touché par un missile sol-air Sea Dart le 25 mai 1982, mais il était retombé à la mer et s'était noyé. L'année suivante, sa dépouille est retrouvée, elle est transportée sur l'île Golding puis au cimetière de Darwin. Le lieutenant Giménez, pilote d'un Pucará dont la dépouille ne fut retrouvé qu'en 1986. Sa famille assistera à son inhumation, ils sont les premiers parents de soldats argentins autorisés à visiter les îles après la guerre.
Le troisième pilote argentin est le lieutenant Jorge Casco (es), dont les restes ont été trouvés en 1999 près de South Jason Island. Ces derniers ne purent pas être identifiés, en l'absence de sa plaque d'identité militaire. Ce n'est qu'en juillet 2008, quand ils ont été remis à l'Argentine, qu'ils ont pu être envoyés à la Banque nationale de génétique de l'hôpital Durand (es), où après la réalisation d'un test ADN son identité est confirmée. Il est enterré avec les honneurs militaires dans le cimetière le 7 mars 2009, à la demande de sa famille,.

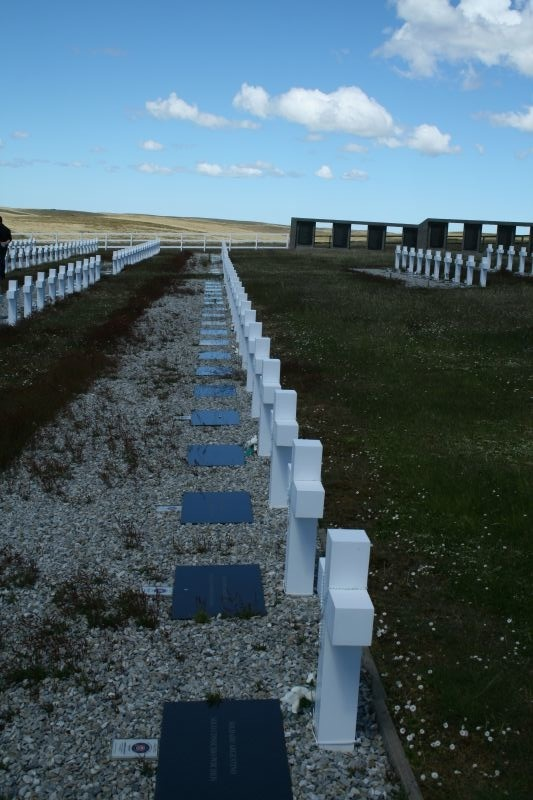
Cimetière de Darwin en 2008.

Depuis la déclaration conjointe par l'Argentine et le Royaume-Uni du 14 juillet 1999, faite par les Ministres des Affaires étrangères Guido Di Tella et Robin Cook, les familles des défunts sont responsables de l'entretien du cimetière. L'accord permet également les voyages des familles sur les îles et la construction d'un mémorial. Jusqu'en juin 2004 le cimetière était entouré par une petite barrière blanche, la parcelle est aujourd'hui recouverte de pelouse et protégée par une enceinte murée, elle comprend un cénotaphe à l'intérieur duquel une image de la sainte patronne de l'Argentine, la Vierge de Luján (es), a été placée. Le cénotaphe et le monument ont été imaginés, construits et financés par la Comisión de familiares de los caídos. L'image de la Vierge de Luján a parcouru toutes les provinces argentines avant d'arriver sur l'île,.
Le monument a été approuvé par le gouvernement britannique des îles après plusieurs changements de taille. Le bâtiment a été conçu par les architectes Mónica Cordero de Berraz et Carlos D'Aprile. La structure est préformée en Argentine continentale et transportée au cimetière de Darwin en février 2004, à bord d'un navire battant pavillon d'Antigua et Barbuda. Son assemblage est réalisé par une société britannique et finalisé an avril de la même année. Son coût total s'élève à près d'un million de dollars, financé par la Comisión de familiares de los caídos et par l'entrepreneur argentin Eduardo Eurnekián.
L'Assemblée législative des îles Malouines avait approuvé les travaux en 2002, après les avoir rejetés systématiquement à trois reprises en raison de leur conséquences et implications. Cela était dû au fait que les kelpers devaient approuver les plans présentés par la Comisión de Familiares de los Caídos. Les conceptions proposées avaient été contestées pour leur taille (la croix et les murs étaient jugés « trop hauts » par les habitants de l'île) et ils rejetèrent la possibilité de construire une petite chapelle à côté des tombes. Par rapport aux plans prévus à l'origine et à la suite des modifications imposées par l'Assemblée législative, la taille de la croix du monument est réduite de moitié, ainsi que celle des murs, des plaques sur lesquels seraient inscrit les noms des combattants morts et l'image de la Vierge de Luján. En outre, il est admis que les noms des soldats enterrés ne contient aucune mention permettant d'identifier la branche dans laquelle ils opéraient en 1982 ni leur grade, seul le nom figurerait. Le but de ces critiques et de ces contraintes imposées par les habitants des îles Malouines était que le monument ne soit pas prêt pour le 20e anniversaire du conflit.
Le monument est inauguré en octobre 2009 après la rénovation du cimetière en présence de 300 parents de défunts. L'acte formel de l'inauguration comprend une cérémonie religieuse conduite par Vicente Martínez (aumônier pendant le conflit), l'évêque de Río Gallegos Juan Carlos Romanín, le prêtre Sebastián Combiny de la province de Santiago del Estero et le prêtre des îles Malouines, Peter Norris. Les autorités civiles et militaires britanniques prennent également part à la cérémonie, parmi eux le commandant de la garnison militaire britannique, le commodore Gordon Moulds, et le premier secrétaire du gouvernement, Paul Martínez. Le voyage est organisé Comisión de Familiares et les Casques blancs (es), à la suite d'un accord entre les gouvernements argentin et britannique : 170 personnes voyagent le 3 octobre et 205 personnes le 10 octobre par des vols charters. En prévision du voyage, le gouvernement britannique demande aux familles qu'elles ne chantent pas l'hymne national argentin ni n'arborent ou ne fassent flotter le drapeau argentin, ce qui « pourrait être interprété comme des actes de provocation » par la population locale.
En 2007, Sebastien Socodo, un Argentin marié à une Kelper et résidant sur l'archipel, est employé pour être le gardien du cimetière. Socodo fit la connaissance de sa femme, qui résidait à Buenos Aires, pendant ses études secondaires. Après leur mariage, l'un de leurs enfants naît en Argentine. Malgré cela, ce dernier adopte une posture pro-britannique dans le conflit  portant sur la souveraineté des îles.
En mars 2014, la Comisión de Familiares de Caídos fait part de son intention de construire une chapelle ou sanctuaire placé sous le patronage de Marie de la Paix pour transformer le site en un lieu de pèlerinage. La demande est faite au pape François lors d'une réunion avec les familles et d'anciens combattants, pour qu'il intervienne en faveur de la construction d'un tel édifice, la préfecture apostolique des îles Malouines dépendant directement du Saint-Siège. Le souverain pontife accède à la requête, demandant que les mesures nécessaires soient prises.

## Caractéristiques

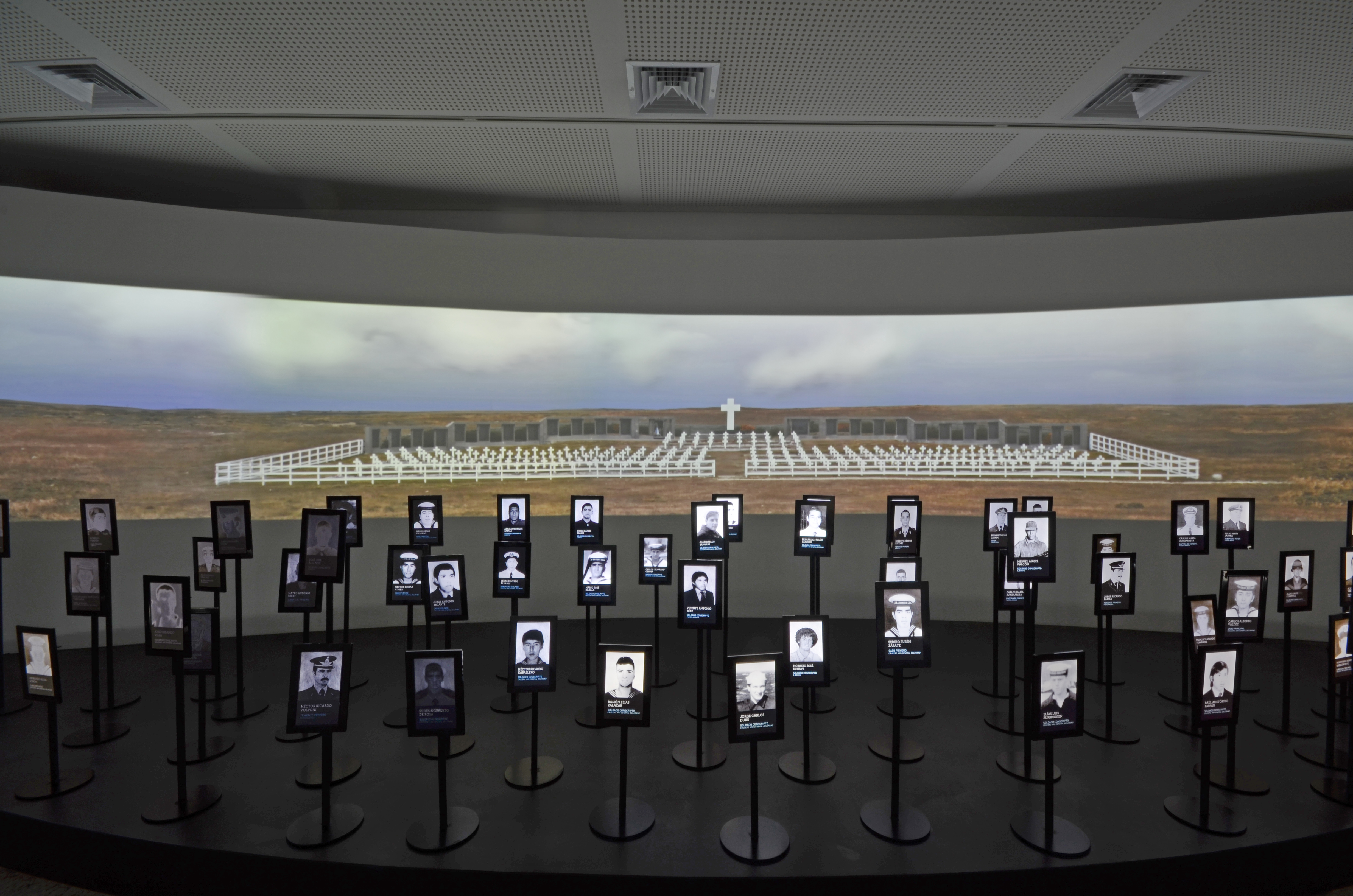
Réplique du cimetière au Musée Malvinas e Islas del Atlántico Sur à Buenos Aires.

En 2013, le cimetière de Darwin comptait 237 sépultures, 230 soldats ont été placés dans des tombes individuelles, alors que 7 défunt sont dans deux fosses communes : la première comprend les restes d'un équipage d'un hélicoptère (4 hommes) et l'autre les restes de l'équipage d'un Lear Jet (3 hommes). Sur les 230 tombes, 123 accueillent les restes de soldats non identifiés, ces tombes comportent l'inscription « Soldado argentino solo conocido por Dios » (en français : « Soldat argentin seulement connu de Dieu »). 89 corps ont été enterrés dans d'autres lieux ou, en grande majorité, n'ont jamais été récupérés. Tous les soldats enterrés ont reçu une sépulture et les honneurs militaires. Chaque tombe est marquée d'une croix de bois blanche avec inscrit le nom du soldat, si celui-ci est connu, où la phrase citée précédemment. Toutes ont été ornées d'un rosaire.
Le cimetière est divisé en 3 secteurs : nord, est et ouest. Le monument inauguré en 2009 est composé de 24 plaques de granite portant le nom des 649 Argentins morts pendant la guerre, sans aucune indication de garde militaire ou de service, conformément à la demande des familles. Il y a aussi une chapelle, une croix et une plaque commémorative.
Le site est également visité par des centaines de touristes chaque année, certains provenant des navires de croisière qui font escale dans l'archipel.
Au cours des dernières années, le gouvernement du territoire britannique d'outre-mer a été très respectueux et sensible aux demandes des familles des soldats souhaitant venir se recueillir dans le cimetière. Y compris, lorsque le nombre de visiteurs est important, en fournissant la logistique nécessaire. La seule limitation — non écrite — imposée aux anciens combattants, à leurs familles et aux touristes argentins, est celle du « respect de la cérémonie », d'éviter tout affichage de drapeaux ou des symboles similaires, qui pourrait être interprété comme une « tentative de faire un événement politique ». Le respect de la population de l'île est également demandé.
Une petite réplique existe dans le cimetière Parque de Plátanos de Berazategui dans la province de Buenos Aires. Deux autres répliques sont inaugurées en 2014 : l'une d'elles à Campo Quijano, dans la province de Salta et l'autre à Ullum, dans la province de San Juan.
Une réplique de la Vierge de Luján du cimetière, appelée Nuestra Señora de las Malvinas, commence à parcourir le chemin entre La Quiaca, dans la province de Jujuy, jusqu'à Ushuaïa, en Terre de Feu en 2013, avec le slogan « recuperemos la llama de la argentinidad » (en français : « retrouvons la flamme de l'argentinité »).

## Visites notables
Le ministre de la Défense britannique de l'époque Geoff Hoon visite le cimetière en 2000. Le 9 novembre 2002, le prince Andrew, fils de la reine Élisabeth II et qui est lui aussi un vétéran de la guerre des Malouines, effectue une visite au cimetière et y dépose une couronne de fleurs. Pendant sa visite, le prince déclara « j'ai perdu des amis et des collègues, et je sais qu'il est pour beaucoup d'Argentins qui ont vécu la même expérience », avant de rendre hommage aux soldats des deux pays,. Le prince Andrew est ainsi le premier membre de la famille royale britannique à avoir rendu hommage aux soldats argentins morts aux Malouines. Son frère, le prince Edward visite le cimetière en 2007.
Le 12 février 2014, l'envoyé britannique du Foreign Office pour l'Amérique latine, Hugo Swire, visite pendant quatre jours les îles Malouines, il se rend à Port Stanley et au cimetière argentin de Port Darwin. À Darwin, il dépose une gerbe de fleurs.
Le 30 juin 2014, le député argentin Julio Cobos visite le cimetière au cours de sa visite polémique dans les îles. Sur place, il rend hommage et prie pour les soldats tombés au front. Il partagera les photos de sa visite sur son compte Twitter,.

## Lieu historique national

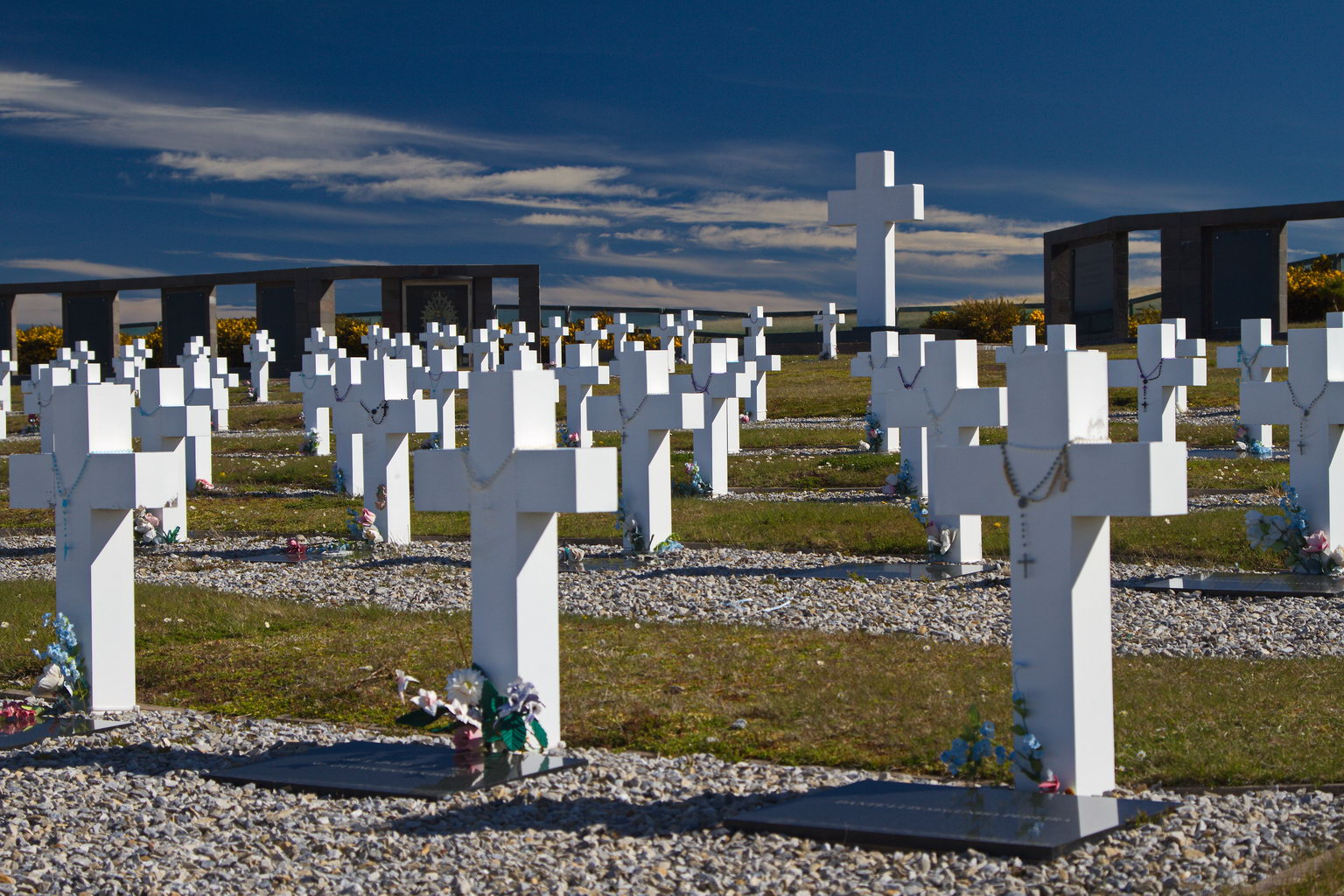
Vue du cimetière en 2013.

Le 11 décembre 2008, le Congrès de la nation argentine adopte le décret national 2.131 qui déclare le cimetière de Darwin Lieu historique national. Ce statut sera confirmé dans la loi nationale 26.498 du 4 juin 2009 publiée au Bulletin officiel de la République argentine (es),. L'initiative de la loi revient au député pour la ville de Buenos Aires d'alors, Jorge Coscia (es).
Texte de la loi 22.498 :
« El Senado y Cámara de Diputados de la Nación Argentina reunidos en Congreso, etc. sancionan con fuerza de Ley:

Artículo 1º - Declárase lugar histórico nacional al cementerio de guerra de los caídos en Malvinas e Islas del Atlántico Sur, emplazado en el cementerio de Darwin, Isla Soledad.

Artículo 2º - La Comisión Nacional de Museos y de Monumentos y Lugares Históricos, dependiente de la Secretaría de Cultura de la Nación, instrumentará todo lo atinente al cumplimiento de la presente ley y convendrá con la Comisión de Familiares de Caídos en Malvinas e Islas del Atlántico Sur, las medidas pertinentes a efectos de asegurar la custodia, conservación, refacción y restauración del lugar histórico nacional que se declara por esta ley.

Artículo 3º - La Comisión Nacional de Museos y de Monumentos y Lugares Históricos inscribirá en el Registro Nacional de Bienes Históricos el lugar declarado por el Artículo 1º de la presente ley con la referencia lugar histórico nacional.

Artículo 4º - Comuníquese al Poder Ejecutivo. »
Une fois la loi adoptée, la Comisión de Familiares de Caídos en Malvinas e Islas del Atlántico Sur déclara que ce classement avait apporté un « immense réconfort pour tous ceux dont les proches sont enterrés dans le cimetière de Darwin, puisqu'il n'a pas manqué pendant les 27 ans passés depuis la fin de la guerre, des secteurs ou des individus qui ont tenté de profaner le bien aujourd'hui légalement protégé, avec des arguments pseudo-humanitaires comme la proposition d'identifier les restes ou l'installation de plaques avec des noms propres, etc ».

## Drapeaux de l’Argentine
Pendant les accords de 1999, il n'est pas fait référence à l'usage du drapeau argentin dans le cimetière, malgré les demandes insistantes du gouvernement argentin. En 2008, la Chancellerie argentine tombe d'accord avec l'ambassade britannique à Buenos Aires pour qu'un drapeau argentin flotte de manière permanente dans le cimetière. Jusqu'alors, le gouvernement britannique et celui des îles Malouines interdisaient que le drapeau argentin ne flotte dans le cimetière. Malgré l'interdiction et à la colère des kelpers, des groupes d'anciens combattants l'avaient néanmoins fait flotter en plusieurs occasions.
En 1999, le gouvernement argentin a demandé l'autorisation d'accompagner le monument avec un drapeau de l'Argentine. Par la suite, il sera question d'inclure un drapeau sculpté ou peint en bleu et blanc (celeste y blanco) sur le monument. Finalement, ces demandes seront rejetées par les kelpers, la population locale étant assez opposée aux démonstrations de nationalisme argentin.
Ces actes ont provoqué des réactions négatives au sein du gouvernement local. L'interdiction frappe alors également l'image de la Vierge de Luján, son manteau portant les couleurs bleues et blanches. En avril 2007, un groupe d'anciens combattants déploie un drapeau argentin dans le cimetière provoquant une controverse dans le gouvernement insulaire. Le gouverneur d'alors, Alan Huckle, qualifie ce geste d'« insensé et provocateur » et déclara que les « épisodes comme celui-ci n'aident pas et ne doivent pas se répéter ». Le chef de la police locale, ordonne la surveillance des lieux à la suite de l'incident.
Aujourd'hui, faire flotter les couleurs du drapeau argentin est interdit par la législation des îles Malouines dans le reste de l'archipel, en raison de la « sensibilité » des habitants. Début décembre 2014, sous la pression de la société civile à la suite d'une pétition affichée dans tous les espaces publics de Port Stanley et diffusée dans le journal Penguin News (en), l'Assemblée législative des îles Malouines annonce qu'elle examinera si elle interdit le déploiement des drapeaux argentins dans toutes les îles, ainsi que les pancartes et les peintures murales portant la légende « Malvinas Argentinas ».

## Identification des soldats inconnus / Différends entre les familles et certains anciens combattants
Après des années de travail, en compagnie des familles de soldats tombés et d'anciens combattants, Juan Carr (es), le fondateur de l'ONG Red Solidaria, annonce début 2012 la présentation d'une « demande humanitaire » afin de pouvoir identifier les 123 soldats inconnus qui reposent dans le cimetière de Darwin. La requête est présentée à l'Exécutif argentin le 13 mars. L’idée était apparue en 2008 à l'occasion du voyage dans les îles d'un ancien combattant, Julio Aro. Les travaux débutent par la recherche et la prise de contact avec les 123 familles. Des demandes informelles sont également formulées auprès de la Croix-Rouge.
Par la suite, Aro et d'autres Argentins contactèrent à Londres le colonel britannique Cardozo qui leur remis une enveloppe avec la documentation relative aux corps enterrés, avec les cartes retrouvées, leur disposition dans le cimetière et les descriptions sur les caissons ou les sacs dans lesquels ils étaient. Gabriela Cociffi, journaliste et directrice de la Revista Gente (en), est désignée pour assurer le contact avec les fonctionnaires et personnalités.
À la suite du contact initié par le groupe de recherche, le 2 avril 2012, dans l'acte pour le 30e anniversaire du début de la guerre de Malouines, en Ushuaïa, Cristina Fernández de Kirchner annonce qu'elle avait effectué une demande à la Croix-Rouge internationale pour qu'elle intervienne auprès du Royaume-Uni pour pouvoir identifier les soldats dont les restes, à ce jour non identifiés, reposaient dans le cimetière de Darwin.
La Comisión de Familiares de Caídos en Malvinas e Islas del Atlántico Sur écrit — à la suite de cet épisode — une lettre à la présidente argentine et une autre à la Croix-Rouge pour leur signifier leur « opposition ferme » au transfert des corps en Argentine continentale, affirmant qu'ils n'avaient pas été consultés par le gouvernement. Ils demandent également le respect des lois argentines. Plusieurs familles ont exprimé leur opposition au travail d'identification des restes humains. Aussi bien la Comisión de Familiares que certaines familles, ont averti que ce travail médico-légal pourrait être une « excuse » pour que le Royaume-Uni renvoie toutes les tombes sur le continent dans le but de « effacer toutes les traces de la détermination argentine pour récupérer les îles ».
En mai 2014, un groupe de vétérans déploient une pancarte à l'intérieur du cimetière en faveur de l'identification des restes. Auparavant, la présidente argentine avait annoncé dans un discours du 2 avril de cette même année, que le travail d'identification était avancé et que 65 échantillons de sang avaient déjà été collectés.
Le ministre britannique pour l'Amérique latine, Hugo Swire, déclara en juin 2014 que Londres n'avait jamais reçu de demande formelle concernant l'identification des restes. Il déclare également le gouvernement du Royaume-Uni et des îles Malouines étaient prêts à collaborer avec l'Argentine dans ces tâches. À la suite de cette déclaration, Daniel Filmus (en), secrétaire des affaires relatives aux îles Malouines (es), déclara qu'entre mai et juin 2014, la Croix-Rouge internationale avait été présente à Buenos Aires avec des équipes du Ministère de la Justice et du Ministère du Développement social qui sont en contact avec les familles des soldats tués pendant la guerre pour gérer les autorisations et collecter les échantillons d'ADN. À la suite de cela, un processus de consultation des familles est lancé à savoir si elles étaient d'accord sur l'identification des restes. En cas d'acceptation par les familles, le Comité international de la Croix-Rouge fournira ses services en tant qu'intermédiaire neutre auprès du Royaume-Uni afin de faciliter un accord entre les deux pays qui permettrait de réaliser le travail d'identification.
Fin novembre 2014, l'Equipo Argentino de Antropología Forense (EAAF), qui aura la charge de l'identification des morts, annonce qu'après un an de préparation, elle était prête à se rendre dans les îles, exhumer les restes et réaliser les tests ADN. À cette date, 78 familles avaient fourni leur coordonnées et des échantillons de sang. L'EAAF attend d'obtenir le permis de la Croix-Rouge internationale et des gouvernements du Royaume-Uni et de l'Argentine. À la suite de l'annonce de l'EAAF, Barry Elsby (en), député des îles Malouines, déclara que le gouvernement insulaire n'avait pas reçu à ce jour de demande formelle de la part du gouvernement argentin.
Luis Fondebrider, président de l’équipe, a expliqué qu'à Darwin, les médecins légistes disposeraient au maximum de huit semaines pour déployer une équipe d'environ 20 personnes, ouvrir les sépultures, collecter les restes, refermer las sépultures et rentrer sur le continent pour les analyser. Les échantillons à prélever pouvaient être assez limités, des dents suffiraient par exemple. Aucun cadavre ne serait transporté sur le continent. L'équipe devait mener à bien ces travaux avant les mois de mars-avril 2015, la météo passé cette date rendant toute exhumation « quasi impossible ».
À la suite de ces déclarations, la Comisión de Familiares de Caídos en Malvinas e Islas del Atlántico Sur déclara que l'exhumation et l'identification des restos était une « question très personnelle pour chaque famille », à caractère humanitaire, « excluant toute intention politique ».
Le 2 avril 2015, Cristina Fernández de Kircher en déplacement à Ushuaïa annonce que la Chancellerie argentine demanderai au gouvernement britannique l'identification des restes des soldats inconnus grâce à l'ADN des proches. Kirchner informe que l'étape de la collecte de l'ADN des proches était terminée et qu'il ne manquait plus que l'accord du gouvernement britannique. Quelques semaines plus tard, le gouvernement argentin dénonce le fait que le gouvernement britannique mette des « obstacles bureaucratiques » pour retarder l'entrée des médecins légistes de la Croix-Rouge internationale et des experts argentins sur les îles, dû au fait que les Argentins n'avaient pas reçu de réponse en cinq mois. Le gouvernement britannique répondit que le cas était analysé avec sérieux et qu'il ne devait pas y avoir de précipitation.

## Cas de vandalisme
Le cimetière et le monument font face à des actes de vandalisme récurrents,.
En juillet 2012, la vitrine qui protège la représentation de la Vierge de Luján, est endommagée avec ce qui semble être une hache. L'Argentine présente une protestation formelle auprès du gouvernement britannique et informe l'Organisation des Nations Unies et la Croix-Rouge internationale sur les faits. Sebastián Socodo, responsable de l'entretien du cimetière, affirma que les familles avaient été informées et qu'il n'était pas clair de la date et des auteurs des faits. La Royal Falkland Islands Police réalise une enquête et les dégâts causés par l'attaque sont réparés,. La Comisión de Familiares condamne l'attaque et parle d'un « act de profanation », elle envoie une lettre au Ministre de la justice argentin Héctor Timerman et à John Freeman, ambassadeur britannique à Buenos Aires demandant une enquête pour déterminer les auteurs de l'attaque. Le Foreign Office et l'Assemblée législative des îles Malouines condamne également l'attaque.
En mai 2014, un résident de Goose Green partage de manière provocatrice sur les réseaux sociaux une photographie de son chien, qui avait déféqué sur un drapeau argentin trouvé dans le cimetière de Darwin.
En mars 2015, un groupe de vétérans argentins dénoncent le fait que, pendant qu'ils visitaient le cimetière, trois avions Eurofighter Typhoon de la Royal Air Force réalisaient des manœuvres à basse altitude au-dessus du cimetière, montrant leur armement. Le groupe des anciens combattants signale également que l'un des avions avait simulé une attaque et la présence d'un hélicoptère de soutien.

## Numismatique
En mars 2015, les billets de 50 pesos, émis par la Banque centrale de la République argentine en hommage la revendication des îles Malouines, de la Géorgie du Sud et des îles Sandwich du Sud, sont mis en circulation. Le billet, dessiné et produit intégralement par la Casa de la Moneda de Buenos Aires, présente à son verso le cimetière de Darwin, ainsi que le croiseur ARA General Belgrano et la figure du Gaucho Rivero. L'émission de ce nouveau billet avait été annoncée le 2 avril 2014,,.